# Berlin History App
Die Berlin History App ist eine kostenlose mobile App, die ortsgebunden historische Informationen über Berlin bereitstellt. Sie wird für Smartphones und Tabletcomputer mit den Betriebssystemen Android oder iOS angeboten.

## Funktionsumfang
Die Berlin History App stellt historische Informationen – Texte, Fotos, Videos, Audios – über Berlin ortsgebunden bereit, also passend zum aktuellen Aufenthaltsort ihres Benutzers. Fast alle Inhalte werden zweisprachig, auf Deutsch und auf Englisch, angeboten.
In interaktive Umgebungskarten sind die historisch interessanten Anlaufpunkte (Points of Interest) eingetragen. Es werden auch thematische Rundgänge angeboten, etwa zu Berlin im Jahr 1945, zu Berliner (Kirchen-)Orgeln, zur Geschichte des Fußballs in Berlin, zur Berliner Mauer, zur queeren Geschichte Berlins, zu Berlins Club-Kultur usw.
In Berlin konnten mehr als 60 Kultur-Institutionen (darunter Museen, Gedenkstätten, Geschichtsvereine, Archive) als Kooperationspartner gewonnen werden, die der Berlin History App Inhalte kostenlos zur Nutzung überlassen. Diese Inhalte sind jedoch nicht rechtfrei, dürfen also außerhalb der App nicht (weiter-)genutzt werden. Auch Materialien privater Initiativen und von Einzelpersonen, zum Beispiel von Heimatforschern, können nach redaktioneller Prüfung in der Berlin History App veröffentlicht werden. So werden etwa auch historische Stadtpläne aus einer privaten Landkarten-Sammlung in der App verwendet. Schrittweise wird die Berlin History App für andere Formen der Mitwirkung geöffnet. So gibt es etwa ein Kameramodul, das es Nutzern erlaubt, eigene Vorher-Nachher-Bilder direkt aus der App heraus zu erstellen, hochzuladen und zu teilen.
Ungeachtet der großen Fülle an historischen Dokumenten, auf die über die App zugegriffen werden kann, belegt sie auf Mobilgeräten nur etwa 40 Megabyte Speicherplatz, da alle Inhalte gestreamt werden.
Der App liegt ein Redaktionssystem (Content-Management-System) zugrunde. Ausgewählte Institutionen erhalten vollen Zugriff auf dieses Redaktionssystem, können also selbst regelmäßig die von ihnen zur Verfügung gestellten Inhalte der berlinHistory App ergänzen, überarbeiten oder aktualisieren.

## Betreiber
Betreiber der App ist der als gemeinnützig anerkannte berlinHistory e.V. Vorstand dieses Vereins ist Rainer E. Klemke, seit 2013 freiberuflicher Projektentwickler und Kommunikationsberater für Museen und Gedenkstätten. Einige Vereinsmitglieder haben sich bei einem Geschichtsprojekt zum Gefängnis Rummelsburg kennengelernt. Zum Gründungsteam des berlinHistory e.V. gehören seit Sommer 2016:
- Oliver Brentzel
- Martin Recken
- Klaus König
- Andrea Theissen
- Rainer E. Klemke[4]

Finanziert wird die Berlin History App, die dauerhaft kostenlos und werbefrei angeboten werden soll, vor allem durch Spenden. Eine institutionelle Förderung durch die öffentliche Hand wird angestrebt.

## Geschichte
Die Berlin History App wurde Ende Februar 2019 veröffentlicht. Seitdem ist die App ungefähr 300.000 Mal heruntergeladen und installiert worden (Stand: Oktober 2023).
Ein erster Schritt zur Berlin History App war 2013 die Umsetzung einer App zur Geschichte der ehemaligen Haftanstalt Rummelsburg. Engagierte Bewohner des Geländes wollten an dessen Vorgeschichte erinnern. Die Idee, eine epochenübergreifende App für Berliner Geschichte zu erstellen, war jedoch schon älter. Oliver Brentzel sah in dem Projekt zur Haftanstalt Rummelsburg die Chance, der Umsetzung seiner Idee mit einem Referenzprojekt einen wichtigen Schritt näher zu kommen.

## Kooperationspartner
(Stand: Ende Oktober 2023)
- Gedenkstätte Deutscher Widerstand
- Stiftung Stadtmuseum Berlin
- Stiftung Berliner Mauer
- Bundeskanzler-Willy-Brandt-Stiftung
- Landesmusikrat Berlin
- Stiftung Ernst-Reuter-Archiv
- Robert-Havemann-Gesellschaft – Archiv der DDR-Opposition
- Bundesstiftung zur Aufarbeitung der SED-Diktatur
- Stiftung „Erinnerung, Verantwortung und Zukunft“ (EVZ)
- Berliner Beauftragter zur Aufarbeitung der SED-Diktatur
- Gedenkstätte Berlin-Hohenschönhausen
- Stiftung Preußische Schlösser und Gärten Berlin-Brandenburg
- Bezirk Lichtenberg
- Bezirk Charlottenburg-Wilmersdorf
- Berliner Landeszentrale für politische Bildung
- Deutsches Spionagemuseum Berlin
- Landesarchiv Berlin
- Deutsches Historisches Museum
- Kulturprojekte Berlin GmbH
- Berliner Unterwelten e. V.
- Denkmal für die ermordeten Juden Europas
- 1700 Jahre jüdisches Leben in Deutschland e. V.
- Ihr letzter Weg e. V. / siewarennachbarn e. V.
- Zitadelle Spandau
- BVG-Archiv
- GASAG Berlin
- Berliner Zentrum Industriekultur
- Industriesalon Schöneweide
- Berliner Stadtplansammlung Michael Müller
- Denkmal am Ort e. V.
- Club Commission – Verband der Berliner Club-, Party- und Kulturereignisveranstalter e. V.
- Stasi-Unterlagen-Archiv
- Stiftung Museumshafen Berlin
- Museum Berlin-Karlshorst
- AlliiertenMuseum
- Gedenkstätte und Museum Sachsenhausen
- Aktives Museum Faschismus und Widerstand in Berlin e. V.
- inberlin.de
- Schwules Museum
- Geheimes Staatsarchiv Preußischer Kulturbesitz
- Archiv der Alice-Salomon-Hochschule
- Landesbeauftragter zur Aufarbeitung der Folgen der kommunistischen Diktatur, Brandenburg
- Stiftung Brandenburgische Gedenkstätten
- Friedhof der Märzgefallenen
- Villa Aurora – Thomas Mann House e. V.
- dieKunstBauStelle e. V.
- Anne-Frank-Zentrum
- Felix-Hartlaub-Gesellschaft
- Brücke-Museum Berlin

## Auszeichnungen
- 2021: Nominiert für den Grimme Online Award 2021, Kategorie: Bildung
- 2020: Berlin 1945 | Gewinner des DigAMus Awards 2020 – Die besten Digital-Projekte der Museen: Apps und Spiele
- 2020: Berlin 1945 – Nominiert für den TOMMI – Deutscher Kindersoftwarepreis 2020 – Die besten Apps